# 吉马酮
吉马酮（英語：Germacrone，也称为“杜鹃酮”、“牻牛儿酮”）是一种从巨根老鸛草分离出来的倍半萜，化学式为C15H22O。在流感感染的动物试验中，它表现出抗病毒特性。

## 反应
在双苯乙腈氯化钯催化下，它在甲苯中回流，可以得到焦吉马酮，再经还原等多步反应，可以制得β-榄香烯。